# Eupistella darwini
Eupistella darwini är en ringmaskart som först beskrevs av McIntosh 1885.  Eupistella darwini ingår i släktet Eupistella och familjen Terebellidae. Inga underarter finns listade i Catalogue of Life.